# 海勒姆·宾厄姆三世
海勒姆·宾厄姆三世（英語：Hiram Bingham III，1875年11月19日—1956年6月6日）生於夏威夷火奴鲁鲁，美国学者、探险家、政治人物，美国共和党成员，曾任康涅狄格州州长（1925年）和美国参议员（1925年－1933年）。

## 生平
宾厄姆因1911年在當地農民帶領下，重新发现印加帝国遗迹马丘比丘而闻名。马丘比丘的古蹟遺物，被宾厄姆強行掠奪至耶魯大學。為了索回文物祕魯政府不斷抗議，與耶鲁大學追討多年，甚至對簿公堂，最後美國歐巴馬總統在祕魯總統親自遊說下，親自與耶魯大學進行道德勸說希望讓步，終於在2011年耶魯大學退讓，願意歸還第一批、總計366件文物，這些文物于2011年3月30日（星期三），運抵祕魯總統府。